# ヴィクトリアスポンジ

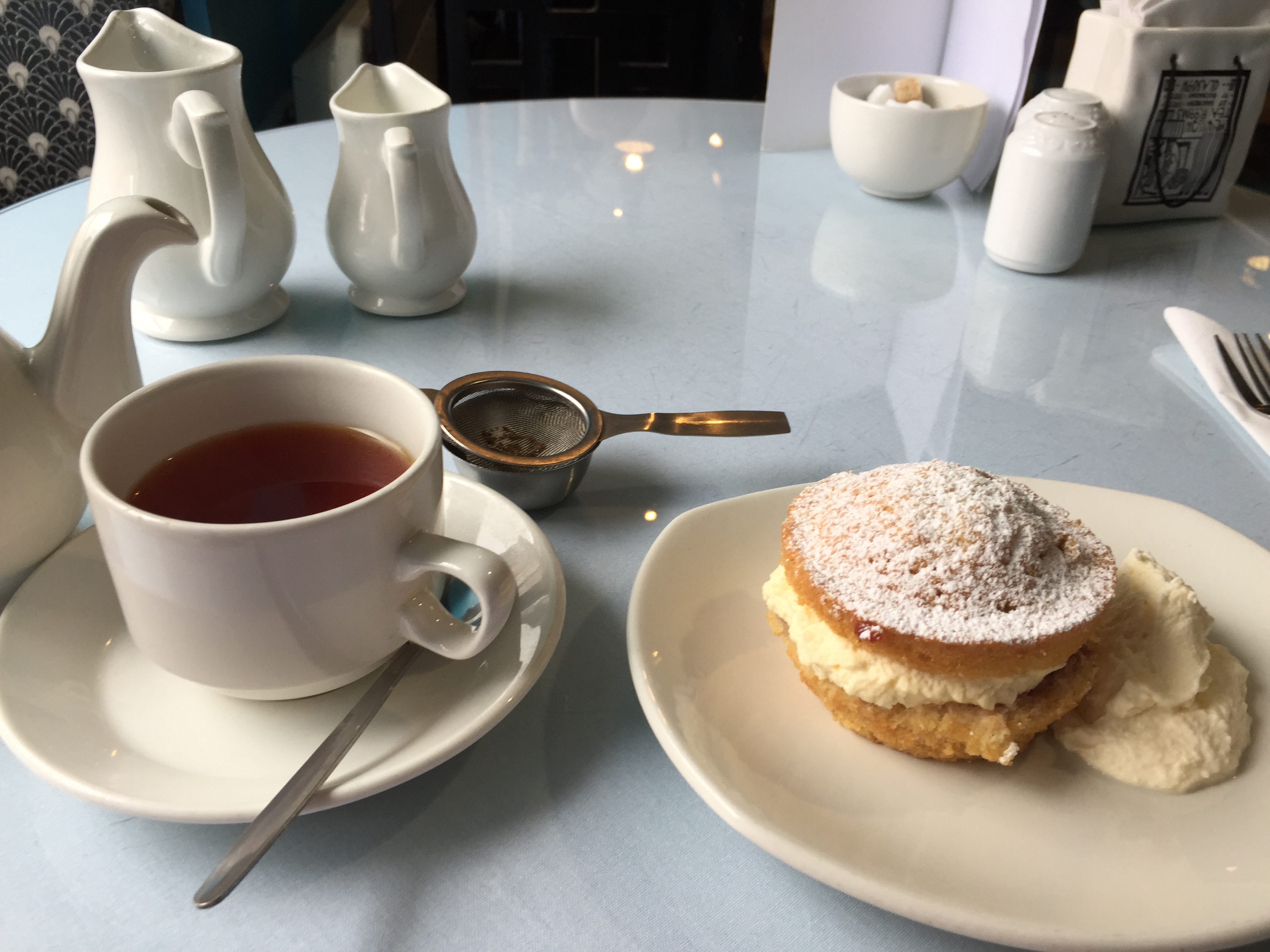
ウィロー・ティールームズ（グラスゴー）のヴィクトリアスポンジとミルクティー

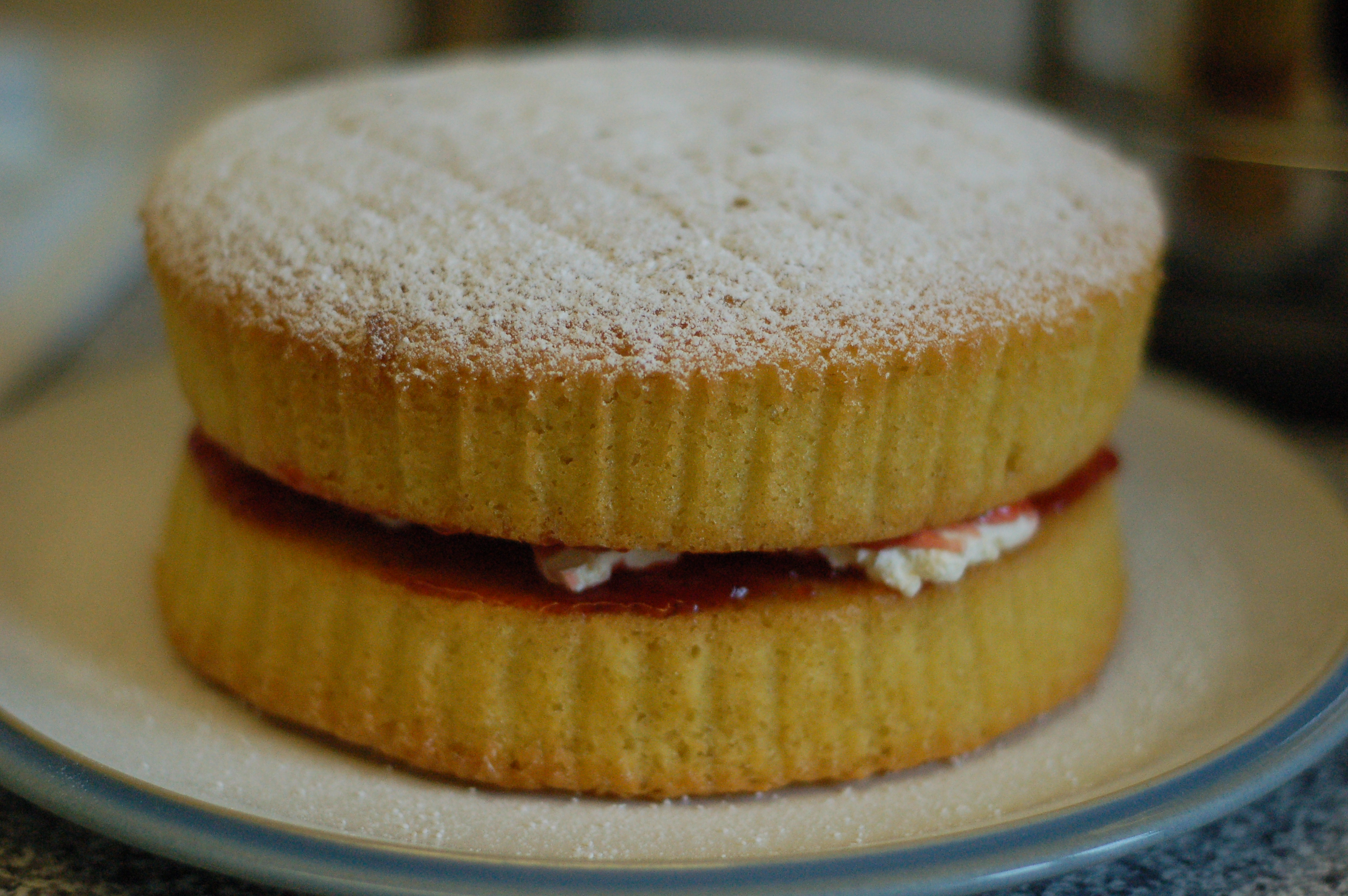
ヴィクトリアスポンジ

ヴィクトリアスポンジ（英語: Victoria sponge）、ヴィクトリア・スポンジ・ケーキ（英語: Victoria sponge cake）、ヴィクトリア・サンドイッチ・ケーキ（英語: Victoria sandwich cake）は、イギリスの菓子。名称はヴィクトリア女王に因む。

## 概要
焼き上げたスポンジケーキ2枚の間にジャムやバタークリームを挟んだ料理である。
レモンカードを用いたものもポピュラーである。
スポンジケーキは浅い型を使って2枚焼いたものを使用することもあれば、深い型で厚めに焼いたスポンジケーキを水平にカットして使用することもある。

## 発祥
1861年に配偶者であるアルバート公を亡くし、ワイト島に引きこもってしまったヴィクトリア女王に、公務へ復帰してもらうべく、女王の好物であるラズベリージャムを使って考案された。
上記には異説もある。
ヴィクトリア朝初期の時代、果物や種をふくむケーキは安全のために子供に食べさせてはならないという考えが普及していたため、アフタヌーンティーのときに子供が食べるためのケーキとして考案されたのだが、大人の間でも人気となった。